# Крупац (Пирот)
Крупац је насеље Града Пирота у Пиротском округу. Према попису из 2022. има 1.028 становника (према попису из 2002. било је 1444 становника).
Овде се налазе Црква Светог Николе у Крупцу и Спомен црква Светог Јована Главосека у Крупцу. У близини се налазе Крупачко језеро и Врело Клок.
Овде је рођен Светислав Антић.

## Историја
До сад откривени ·археољошки трагови и докази упућују на закључак да је антички Крупац био доста развијено, и напредно римско, претежно војничко насеље, са мостом преко Нишаве у правцу Војничког пута.
При прекопавању, повремено је налажен и новац. Мештанин Мирко Крстић је пронашао новчић са диком Хераклита. Старији људи причају да су раније надазили „костадинке" (новац цара Константина), као и да је било пара „од цара Адријана". Вероватно да је новчића нађено више него што се прича и зна, ади да налазачи нису увек били довољно поверљиви. У селу се прича како је Милутина Крстића преварио неки непознати човек и по веома ниској цени купио од њега „чудне ћупове" и новчиће из њих. Познато је и да су многи пронађени предмети, нарочито керамика, уншџтени од стране сељака, или су били
бачени и затурени ако су били „безвредни". Милан Мадић је, на пример, ископао урну, начињену од камена какав се у овом крају не може наћи. Урна је бида облика коцке, спољних димензија 27 х 27 х 17 сантиметара, а унутрашњих 12 х 12, са дубином од 7,5 сантиметара, са поклопцем од мермера. Испуњена је била пепелом и једном угљенисаном кости. Урна је била без икаквих украса и натписа. Мидан Мадић је приликом копања темеља за помоћну зграду ископао и два гроба, у којима су се лобање умрлих још распознавале. Гробови су били заштићени плочама, које су биле „тако чврсто спојене да су их једва
раздвојили". Милутин Крстић–Икшин нашао је у свом дворишту посуће од керамике, које су сељаци назвали „чудни ћупови", јер су били неправилног облика.
До сад најстарији писани помен Крупца, под. именом Курупич, налазимо у турским изворима из 1576–77. године. На помен Крупца, под називом Курпич, наилазнмо и у 1606. години. Помиње се у списку начелника отоманских војника казе Шехиркој (Пирота), Ахмед беја. Документ је датиран рамазана 1014 – 29 шабана 1015 (10. 1 – 30. ХП 1606. године). У овом списку, у којем се помињу и друга села пиротског краја, за Курпич (Крупац) се каже да је у њему војничком обавезом обухваћено шест „баштина“.
Предтурско најстарије сточарско-земљорадничка насеље Крупца, према релевантнтим индикацијама,– није било насељено на темељима римског „Крупца, већ више њега, на шумском и заравњеном терену према садашњем потезу „Свети Антанас". Према остацима, на месту Антанас надазида се црква са црквеним зградама, од које данас нема скоро никаквог трага.
После Турака, преци многих родова су своје поседе створили запоседањем напуштене турске (у ствари своје) земље, негде у првој подовини иди средини 18. века. Такав случај је са Мијалковим родом, затим са данашњим Миличиним, Колејиним, Божиловим и још неким родовима. Сигурно је да би се овакво порекло имовине могдо утврдити за још који стариначки род,–да каснијом купопродајом земљишни односи нису постали поремећени.
У првом српском устанку (1804–1812), насељавање Крупца било је за краће време „уопорено, јер су се, због близине борбеног подручја, турски војнички одреди чешће кретали Понишављем.
У месту се 1896. године помиње четвороразредна основна школа са 92 ђака.
Интензивније насељавање Крупца усдедидо је тек од тридесетих година Х1Х века. Оно је имало свој природни
подстрек, јер је, пре свега, бидо изазвано друштвено–економским законитостима, то јест порастом потреба и већим
јачањем ратарске и робне компоненте производње. Али интензивније засељавање Крупца било је изазвано и неким
посебним околностима: харањем куге 1837. године и процесом чифличења сељака (стварање чифлика).

## Демографија
У насељу Крупац живи 1213 пунолетних становника, а просечна старост становништва износи 45,0 година (42,3 код мушкараца и 47,9 код жена). У насељу има 443 домаћинства, а просечан број чланова по домаћинству је 3,26.
Ово насеље је великим делом насељено Србима (према попису из 2002. године), а у последња три пописа, примећен је пад у броју становника.
|  |

| Демографија | Демографија | Демографија |
| Година      | Становника  | Становника  |
| ----------- | ----------- | ----------- |
| 1948.       | 2.711       |             |
| 1953.       | 2.577       |             |
| 1961.       | 2.245       |             |
| 1971.       | 1.924       |             |
| 1981.       | 1.883       |             |
| 1991.       | 1.635       | 1.623       |
| 2002.       | 1.444       | 1.460       |

| Етнички састав према попису из 2002.‍ | Етнички састав према попису из 2002.‍ | Етнички састав према попису из 2002.‍ | Етнички састав према попису из 2002.‍ | Етнички састав према попису из 2002.‍ |
| ------------------------------------ | ------------------------------------ | ------------------------------------ | ------------------------------------ | ------------------------------------ |
|                                      |                                      |                                      |                                      |                                      |
| Срби                                 | Срби                                 |                                      | 1.346                                | 93,21%                               |
| Роми                                 | Роми                                 |                                      | 81                                   | 5,60%                                |
| Бугари                               | Бугари                               |                                      | 3                                    | 0,20%                                |
| непознато                            | непознато                            |                                      | 11                                   | 0,76%                                |

| Година пописа     | 1948. | 1953. | 1961. | 1971. | 1981. | 1991. | 2002. |
| ----------------- | ----- | ----- | ----- | ----- | ----- | ----- | ----- |
| Број домаћинстава | 490   | 514   | 520   | 493   | 519   | 477   | 443   |

| Број чланова      | 1  | 2   | 3  | 4  | 5  | 6  | 7  | 8 | 9 | 10 и више | Просек |
| ----------------- | -- | --- | -- | -- | -- | -- | -- | - | - | --------- | ------ |
| Број домаћинстава | 88 | 111 | 60 | 66 | 52 | 46 | 13 | 4 | 1 | 2         | 3,26   |

| Пол    | Укупно | Неожењен/Неудата | Ожењен/Удата | Удовац/Удовица | Разведен/Разведена | Непознато |
| ------ | ------ | ---------------- | ------------ | -------------- | ------------------ | --------- |
| Мушки  | 628    | 155              | 413          | 47             | 12                 | 1         |
| Женски | 640    | 83               | 411          | 135            | 11                 | 0         |
| УКУПНО | 1.268  | 238              | 824          | 182            | 23                 | 1         |

| Пол    | Укупно                    | Пољопривреда, лов и шумарство | Рибарство                            | Вађење руде и камена | Прерађивачка индустрија       |
| ------ | ------------------------- | ----------------------------- | ------------------------------------ | -------------------- | ----------------------------- |
| Мушки  | 276                       | 36                            | 0                                    | 0                    | 144                           |
| Женски | 184                       | 37                            | 0                                    | 0                    | 105                           |
| УКУПНО | 460                       | 73                            | 0                                    | 0                    | 249                           |
| Пол    | Производња и снабдевање   | Грађевинарство                | Трговина                             | Хотели и ресторани   | Саобраћај, складиштење и везе |
| Мушки  | 3                         | 11                            | 16                                   | 7                    | 18                            |
| Женски | 0                         | 2                             | 17                                   | 4                    | 0                             |
| УКУПНО | 3                         | 13                            | 33                                   | 11                   | 18                            |
| Пол    | Финансијско посредовање   | Некретнине                    | Државна управа и одбрана             | Образовање           | Здравствени и социјални рад   |
| Мушки  | 1                         | 1                             | 10                                   | 6                    | 4                             |
| Женски | 0                         | 3                             | 1                                    | 5                    | 8                             |
| УКУПНО | 1                         | 4                             | 11                                   | 11                   | 12                            |
| Пол    | Остале услужне активности | Приватна домаћинства          | Екстериторијалне организације и тела | Непознато            | Непознато                     |
| Мушки  | 4                         | 0                             | 0                                    | 15                   | 15                            |
| Женски | 0                         | 0                             | 0                                    | 2                    | 2                             |
| УКУПНО | 4                         | 0                             | 0                                    | 17                   | 17                            |